# Régis Sahuc
Régis Sahuc est un écrivain français né le 2 février 1920 à Usclades-et-Rieutord (Ardèche) et mort le 7 avril 2009 au Puy-en-Velay.
Né d'un père facteur et d'une mère qui tenait une épicerie, il entra en résistance en Ardèche pour éviter le Service du travail obligatoire[réf. nécessaire]. Il rejoint ensuite les forces armées de libération sur le front des Alpes.
Il poursuivra en Algérie sa formation à l'école normale initiée à Privas et se rapprochera de l'OAS.

## Œuvres
- La Toussaint rouge
- Le Triangle de la burle
- Vent d'Usclades. Us et coutumes dans les montagnes de l'Ardèche
- Terre maudites, au nom de BEL, dieu des Arvernes, des Vellaves et des Helves
- Sous l'étendard blanc
- L'Auberge rouge
- Chouans des hautes terres
- Sur les traces du bataillon Ravel
- Terre Occitane, Chemins de nulle part aux marches de l'Auvergne
- Veillées des chaumières en 1793
- Le Fils du pauvre
- Le Glaive du dieu Tarann